# Монтроуз-Манор (Пенсільванія)
Монтроуз-Манор (англ. Montrose Manor) — переписна місцевість (CDP) в США, в окрузі Беркс штату Пенсільванія. Населення — 717 осіб (2020).

## Географія
Монтроуз-Манор розташований за координатами 40°18′23″ пн. ш. 75°59′14″ зх. д. / 40.30639° пн. ш. 75.98722° зх. д. (40.306292, -75.987173).  За даними Бюро перепису населення США в 2010 році переписна місцевість мала площу 0,60 км², уся площа — суходіл.

## Демографія
Згідно з переписом 2010 року, у переписній місцевості мешкали 604 особи в 272 домогосподарствах у складі 186 родин. Густота населення становила 1009 осіб/км².  Було 282 помешкання (471/км²).
Расовий склад населення:
| - 94,2 % — білих - 1,8 % — чорних або афроамериканців - 1,5 % — азіатів - 1,2 % — осіб інших рас |

До двох чи більше рас належало 1,3 %. Частка іспаномовних становила 7,5 % від усіх жителів.
За віковим діапазоном населення розподілялося таким чином: 17,5 % — особи молодші 18 років, 53,9 % — особи у віці 18—64 років, 28,6 % — особи у віці 65 років та старші. Медіана віку мешканця становила 47,4 року. На 100 осіб жіночої статі у переписній місцевості припадало 100,0 чоловіків;  на 100 жінок у віці від 18 років та старших — 95,3 чоловіків також старших 18 років.
Середній дохід на одне домашнє господарство  становив 62 129 доларів США (медіана — 48 438), а середній дохід на одну сім'ю — 71 458 доларів (медіана — 57 125). За межею бідності перебувало 12,2 % осіб, у тому числі 24,5 % дітей у віці до 18 років та 0,0 % осіб у віці 65 років та старших.
Цивільне працевлаштоване населення становило 228 осіб. Основні галузі зайнятості: освіта, охорона здоров'я та соціальна допомога — 39,5 %, роздрібна торгівля — 19,7 %, виробництво — 18,4 %.